# 米川忠吉
米川 忠吉（よねかわ ただよし、1932年（昭和7年）10月1日 - 2011年（平成23年）9月16日）は、日本の航空自衛官。第19代航空幕僚長。

## 略歴
神奈川県横浜市出身。横浜第一中学、希望ヶ丘高校を経て、青山学院大学へ進み、学生時代はラグビーに熱中した。入隊の動機は、1955年（昭和30年）頃は不況で入社を予定していた会社は皆、採用中止となり、自衛隊に入隊した親戚やラグビー部の同輩に相談し、入隊を勧められた。陸上自衛隊の採用試験を受験し、第15期一般幹部候補生として採用されたが、採用となってから航空自衛隊のパイロット要員が足りないため、空自に行かないかとの話があり、興味もあったことから航空自衛隊に入隊した。入隊後はF-86Fセイバー、C-1輸送機、F-4 ファントムを操縦した。最初の空幕勤務は1976年（昭和51年）7月からの運用課第2班長。その翌月に「ミグ25事件」が発生し、対処にあたる。その後、初代第1輸送航空隊司令、第2航空団司令、北部航空方面隊司令官、飛行教育集団司令官、航空総隊司令官等の要職を歴任し、1987年（昭和62年）12月に第19代航空幕僚長に就任した。

## 年譜
- 1955年（昭和30年）11月：航空自衛隊入隊（第55期一般幹部候補生）
- 1956年（昭和31年）4月：3等空尉任官
- 1972年（昭和47年）1月1日：2等空佐に昇任
- 1976年（昭和51年）
  - 7月1日：1等空佐に昇任
  - 8月2日：航空幕僚監部防衛部運用課運用第2班長
- 1978年（昭和53年）3月31日：第1輸送航空隊司令
- 1979年（昭和54年）3月16日：航空幕僚監部防衛部運用課長
- 1980年（昭和55年）7月1日：第2航空団副司令
- 1981年（昭和56年）7月1日：空将補に昇任、第2航空団司令
- 1983年（昭和58年）7月1日：航空幕僚監部監察官
- 1984年（昭和59年）
  - 7月1日：空将に昇任
  - 12月17日：第20代 北部航空方面隊司令官
- 1986年（昭和61年）
  - 6月17日：第22代 飛行教育集団司令官
  - 12月11日：第21代 航空総隊司令官
- 1987年（昭和62年）12月11日：第19代 航空幕僚長に就任
- 1990年（平成02年）7月9日：退官
- 2004年（平成16年）11月3日：瑞宝重光章を受章
- 2011年（平成23年）9月16日：肺炎のため東京都板橋区内の病院で死去（78歳没）。叙・正四位[3]

## 栄典
- レジオン・オブ・メリット・コマンダー - 1988年（昭和63年）6月7日
- 瑞宝重光章 - 2004年（平成16年）11月3日